# Nicolas Devilder
Nicolas Aymeric Devilder (Dax, 25 maart 1980) is een voormalig Franse tennisser. Hij is prof sinds 2000 en haalde voor het eerst de top 100 in 2006. Zijn hoogste plaats op de ATP-ranglijst is de 60e, die hij behaalde op 8 september 2008.
Devilder heeft in zijn carrière nog geen ATP-enkeltoernooi op zijn naam geschreven, maar hij won wel één dubbeltoernooi. In het enkelspel won hij ook negen challengers en vier futurestoernooien. Zijn beste resultaat in het enkelspel op een grandslamtoernooi is de derde ronde (Roland Garros 2012).

## Carrière

### Jaarverslagen

#### 2000 - 2004
Devilder werd proftennisser in 2000. Hij speelde van 2000 tot en met 2002 hoofdzakelijk futurestoernooien. In 2003 maakte hij de overstap naar het challengercircuit. In 2004 speelde hij zijn eerste ATP-toernooi, het Masterstoernooi van Monte Carlo, waar hij ook meteen zijn eerste overwinning op een ATP-toernooi (tegen Goran Ivanišević) haalde.

#### 2005 - 2006
In augustus 2005 won hij in Pamplona zijn eerste challenger. Het jaar erop won hij vier challengers: in Monza, Bergamo, Košice en Timișoara. Door deze overwinningen en nog andere finale- en halvefinaleplaatsen in challengers haalde Devilder voor het eerst de top 100. Hij eindigde het jaar ook voor het eerst in de top 100, op plaats 95.

#### 2007 - 2008
In 2007 nam Devilder voor het eerst deel aan een grandslamtoernooi. Hij verloor in de eerste ronde van de Australian Open van zijn landgenoot Florent Serra. In februari en april haalde hij de kwartfinales van de ATP-toernooien van respectievelijk Buenos Aires en München. Op Roland Garros en op de US Open werd hij in de eerste ronde uitgeschakeld en op Wimbledon in de tweede ronde. In het najaar won hij de challenger van Belo Horizonte. Heel het jaar schommelde Devilder rond de 100e plaats. Hij eindigde het jaar uiteindelijk net buiten de top 100.
Het voorjaar van 2008 was weinig succesvol en Devilder speelde hoofdzakelijk in het challengercircuit. Hij wist zijn via de kwalificaties te plaatsen voor de hoofdtabel van Roland Garros, waar hij in de tweede ronde verloor van de uiteindelijke winnaar Rafael Nadal. De zomermaanden waren succesvoller, met overwinningen in de challengers van Braunschweig, Constanța en Poznań, een finaleplaats op die van Lugano en een kwartfinale op het ATP-toernooi van Kitzbühel. Hij won ook het dubbelspel op het ATP-toernooi van Boekarest. Door zijn goede resultaten kwam Devilder weer de top 100 binnen. Na de US Open, waar hij in de tweede ronde werd uitgeschakeld, haalde hij met een 60e plaats zijn hoogste ATP-klassering tot nu toe. In het najaar wist Devilder echter geen match meer te winnen en zakte hij terug af. Hij eindigde het jaar op plaats 73.

#### 2009 - 2011
Tijdens het voorjaar 2009 werd Devilder op menig toernooi in de eerste ronde uitgeschakeld, waaronder op de Australian Open en op Roland Garros. Op Wimbledon raakte hij tot in de tweede ronde. Vanaf juli speelde Devilder geen matchen meer op het circuit. Bijgevolg kon hij zijn zeges van de vorige zomer niet verdedigen en zakte hij terug op de ATP-ranglijst tot buiten de top 200.
Door de tegenvallende resultaten in de eerste helft van 2010 zette de val op de ATP-ranglijst zich verder door. In juli was Devilder teruggezakt tot buiten de top 600. In de tweede helft van het jaar kon hij door een aantal halve finales op challengers weer wat klimmen op de ATP-ranglijst. Hij eindigde het jaar op plaats 416. 2011 was ook geen sterk jaar, met vroege uitschakelingen. Hij won twee futurestoernooien. Devilder eindigde het jaar op plaats 357.

## Palmares
| Legenda                       | Legenda               |
| ----------------------------- | --------------------- |
| Grand Slam                    |                       |
| Olympische Spelen             |                       |
| tot 2009                      | vanaf 2009            |
| Tennis Masters Cup            | ATP Finals            |
| ATP Masters Series            | ATP Tour Masters 1000 |
| ATP International Series Gold | ATP Tour 500          |
| ATP International Series      | ATP Tour 250          |

### Enkelspel
| Nr.                  | Datum           | Toernooi       | Ondergrond | Tegenstander in finale | Score                |
| -------------------- | --------------- | -------------- | ---------- | ---------------------- | -------------------- |
| Gewonnen challengers |                 |                |            |                        |                      |
| 1.                   | 8 augustus 2005 | Pamplona       | Hardcourt  | David Guez             | 6-2, 6-1             |
| 2.                   | 3 april 2006    | Monza          | Gravel     | Flavio Cipolla         | 6-2, 7-5             |
| 3.                   | 24 april 2006   | Bergamo        | Gravel     | Werner Eschauer        | 1-6, 7-5, 6-4        |
| 4.                   | 12 juni 2006    | Košice         | Gravel     | Gorka Fraile           | 6-0, 6-1             |
| 5.                   | 31 juli 2006    | Timișoara      | Gravel     | Pablo Santos           | 7-6(5), 6-2          |
| 6.                   | 22 oktober 2007 | Belo Horizonte | Gravel     | Marcel Granollers      | 6-2, 6-7(4), 7-6(6)  |
| 7.                   | 16 juni 2008    | Braunschweig   | Gravel     | Sergio Roitman         | 6-4, 6-4             |
| 8.                   | 23 juni 2008    | Constanța      | Gravel     | Adrian Ungur           | 6-3, 6-7(5), 7-6(10) |
| 9.                   | 21 juli 2008    | Poznań         | Gravel     | Björn Phau             | 7-5, 6-0             |

### Dubbelspel
| Nr.                              | Datum           | Toernooi      | Ondergrond | Partner                | Tegenstanders in finale              | Score                 | Details        |
| -------------------------------- | --------------- | ------------- | ---------- | ---------------------- | ------------------------------------ | --------------------- | -------------- |
| Gewonnen finales herendubbel     |                 |               |            |                        |                                      |                       |                |
| 1.                               | 8 augustus 2008 | ATP Boekarest | Gravel     | Paul-Henri Mathieu     | Mariusz Fyrstenberg Marcin Matkowski | 7-6(4), 6-7(9), 22-20 | Details        |
| Gewonnen challengers herendubbel |                 |               |            |                        |                                      |                       |                |
| 1.                               | 18 april 2005   | Monza         | Gravel     | Olivier Patience       | Massimo Bertolini Uros Vico          | 7-5, 6-4              | 7-5, 6-4       |
| 2.                               | 4 januari 2010  | Nouméa        | Hardcourt  | Édouard Roger-Vasselin | Flavio Cipolla Simone Vagnozzi       | 5-7, 6-2, 10-8        | 5-7, 6-2, 10-8 |

## Prestatietabellen
| Legenda | Legenda                          |
| ------- | -------------------------------- |
| g.t.    | geen toernooi gehouden           |
| l.c.    | lagere categorie                 |
| –       | niet deelgenomen                 |
| G       | uitgeschakeld in de groepsfase   |
| 1R      | uitgeschakeld in de eerste ronde |
| 2R      | uitgeschakeld in de tweede ronde |
| 3R      | uitgeschakeld in de derde ronde  |
| 4R      | uitgeschakeld in de vierde ronde |
| KF      | uitgeschakeld in de kwartfinale  |
| HF      | uitgeschakeld in de halve finale |
| F       | de finale verloren               |
| W       | het toernooi gewonnen            |
| w-v     | winst/verlies-balans             |

### Prestatietabel enkelspel
| Grandslamtoernooien   |                   |                   |                   |                   |                   |                  |                  |                  |                  |        |
| Australian Open       | –                 | –                 | –                 | 1R                | –                 | 1R               | –                | –                | –                | 0-2    |
| Roland Garros         | –                 | –                 | –                 | 1R                | 2R                | 1R               | –                | –                | 3R               | 3-4    |
| Wimbledon             | –                 | –                 | –                 | 2R                | –                 | 2R               | –                | –                | –                | 2-2    |
| US Open               | –                 | –                 | –                 | 1R                | 2R                | –                | –                | –                | –                | 1-2    |
| Winst-verlies         | 0-0               | 0-0               | 0-0               | 1-4               | 2-2               | 1-3              | 0-0              | 0-0              | 2-1              | 6-10   |
| ATP World Tour Finals |                   |                   |                   |                   |                   |                  |                  |                  |                  |        |
| ATP World Tour Finals | –                 | –                 | –                 | –                 | –                 | –                | –                | –                | –                | 0-0    |
| ATP Masters 1000      |                   |                   |                   |                   |                   |                  |                  |                  |                  |        |
| Indian Wells          | –                 | –                 | –                 | –                 | –                 | 1R               | –                | –                | –                | 0-1    |
| Miami                 | –                 | –                 | –                 | –                 | –                 | 1R               | –                | –                | –                | 0-1    |
| Monte Carlo           | 2R                | –                 | –                 | –                 | –                 | –                | –                | –                | –                | 1-1    |
| Rome                  | –                 | –                 | –                 | –                 | –                 | –                | –                | –                | –                | 0-0    |
| Hamburg               | –                 | –                 | –                 | –                 | –                 | lagere categorie | lagere categorie | lagere categorie | lagere categorie | 0-0    |
| Madrid                | –                 | –                 | –                 | –                 | –                 | –                | –                | –                | –                | 0-0    |
| Montréal/Toronto      | –                 | –                 | –                 | –                 | –                 | –                | –                | –                | –                | 0-0    |
| Cincinnati            | –                 | –                 | –                 | –                 | –                 | –                | –                | –                | –                | 0-0    |
| Shanghai              | geen Masters 1000 | geen Masters 1000 | geen Masters 1000 | geen Masters 1000 | geen Masters 1000 | –                | –                | –                | –                | 0-0    |
| Parijs                | –                 | –                 | –                 | –                 | –                 | –                | –                | –                | –                | 0-0    |
| Statistieken          |                   |                   |                   |                   |                   |                  |                  |                  |                  |        |
| Totaal aantal titels  | 0                 | 0                 | 0                 | 0                 | 0                 | 0                | 0                | 0                | 0                | 0      |
| Eindejaarsranking     | 195               | 175               | 97                | 113               | 71                | 226              | 416              | 357              | 204              | n.v.t. |

### Prestatietabel dubbelspel (grandslam)
| Grandslamtoernooien   |     |     |     |     |      |     |      |     |        |
| Australian Open       | –   | –   | –   | –   | 1R   | –   | –    | –   | 0-1    |
| Roland Garros         | 2R  | 1R  | –   | 2R  | 1R   | –   | –    | –   | 2-4    |
| Wimbledon             | –   | –   | 1R  | –   | 1R   | –   | –    |     | 0-2    |
| US Open               | –   | –   | –   | 1R  | –    | –   | –    |     | 0-1    |
| Winst-verlies         | 1-1 | 0-1 | 0-1 | 1-2 | 0-3  | 0-0 | 0-0  | 0-0 | 2-8    |
| ATP World Tour Finals |     |     |     |     |      |     |      |     |        |
| ATP World Tour Finals | –   | –   | –   | –   | –    | –   | –    |     | 0-0    |
| Statistieken          |     |     |     |     |      |     |      |     |        |
| Totaal aantal titels  | 0   | 0   | 0   | 1   | 0    | 0   | 0    | 0   | 1      |
| Eindejaarsranking     | 335 | 511 | 717 | 216 | g.r. | 480 | g.r. |     | n.v.t. |

N.B. "g.r." = geen ranking